# Phyllonorycter baldensis
Phyllonorycter baldensis is een vlinder uit de familie mineermotten (Gracillariidae). De wetenschappelijke naam is voor het eerst geldig gepubliceerd in 1986 door Deschka.
De soort komt voor in Europa.